# حسين السيد
حسين السيد (15 مارس 1916 – 27 مارس 1983) شاعر غنائي مصري. ولد في طنطا بمصر من أب مصري وأم  تركية عائلتها  من طنطا  بها عرق  تركي. 

## مسيرة حياته
ولد حسين السيد عيسى عيسى العزب حسن محمد فاضل العزب  في عام 1916 في مدينة طنطا في مصر     و أقامت الأسرة عند خاله في مدينة طنطا، والذي كان شيخاً لأحد التكايا التي يتجمع فيها الدراويش، والذي استمع لهم الطفل حسين فبدأ إحساسه بالموسيقي والشعر، وأتم دراسته الابتدائية في طنطا، ثم جاء للقاهرة حيث كان والده تاجراً كبيراً، ودخل حسين مدرسة الفرير الفرنسية بالخرنفش وتفوق علي جميع زملائه في اللغة العربية، وحصل علي البكالوريا (شهادة اتمام التعليم قبل الجامعي) عام 1937 وأراد أن يلتحق بكلية الآداب لإشباع هوايته ولكنه اضطر أن يحل محل والده في توريد الأغذية للجيش والمستشفيات الحكومية لأنه الولد الوحيد لأسرته والمسئول عنها، وذات يوم قرأ في الصحف أن شركة أفلام محمد عبد الوهاب تطلب وجوهاً جديدة فتقدم للعمل في التمثيل وبالصدفة عرف أنهم يبحثون عن نص أغنية تناسب موقفاً سينمائياً في فيلم يوم سعيد فعرض عليهم أغنية 'اجري اجري' التي حظيت بإعجاب عبد الوهاب وعزمه علي الغداء وأصبح أعز صديق له مدي الحياة وأخصب شاعر غنائي كتب روائع موسيقار الأجيال ولكن حسين كان يعتز بأغنية الحبيب المجهول التي كانت سبباً في تعرفه علي زوجته التي أصبحت هي ملهمته وأم أولاده.
كان حسين السيد يتمتع بقدر من الوسامة ونضارة الشباب وكانت أمنية حياته أن يصبح نجماً سينمائياً وتهيأت له الفرصة عندما أعلن محمد عبد الوهاب عن حاجته لوجوه جديدة للظهور في فيلمه يوم سعيد.
وذهب في الموعد المقرر ووقف في الصف في انتظار دوره للمثول أمام لجنة الاختبار المكونة من محمد عبد الوهاب والمخرج محمد كريم والفنانين سليمان نجيب وعبد الوارث عسر ووصل إلى مسامعه حوار بين عبد الوهاب وكريم يفيد بعدم توثيق أكثر من شاعر في كتابة أغنية أحد المشاهد
ولما جاء دوره للوقوف أمام اللجنة نسى ما جاء من أجله وطلب من المخرج ومن محمد عبد الوهاب أن يتيحا له فرصة كتابة هذه الأغنية.
وبعد رفض واستنكار لطلبه في البداية وافق عبد الوهاب على طلبه وشرح له موقف الأغنية في الفيلم وفي اليوم التالى كان حسين السيد في مكتب عبد الوهاب يقرأ له أغنية 'إجرى إجرى ودينى قوام وصلنى' واستعاد عبد الوهاب سماعها أكثر من مرة وأعجب بها لأنها تعبر بصدق عن الموقف والمشهد المطلوب.
وحياه عبد الوهاب وطلب منه أن يصرف النظر عن التمثيل ويركز على تأليف الأغاني ورفض حسين السيد أن يتقاضى أجراً عن الأغنية ونسى أمنيته في النجومية مكتفياً بأن يقترن اسمه باسم عبد الوهاب.
وهكذا بدأت رحلة الشاعر الغنائي حسين السيد الذي أصبح مؤلفاً لمعظم ألحان عبد الوهاب التي فتحت أمامه باب الشهرة والنجومية وكتب مئات الأغنيات التي شدا بها ألمع المطربين والمطربات.فقد كتب لكل المطربين في مصر تقريباً. وكان قريب من الرئيس السادات.

## أعماله
- وكتب حسين السيد في الحب والوطنية لأعظم المطربين والمطربات كما كان رائداً لأغاني الأطفال مثل
  - ذهب الليل
  - كان دان
  - ماما زمانها جاية لمحمد فوزي
  - حبيبة أمها
  - آكلك منين يا بطة لصباح ومن ألحان فريد الأطرش
- وكان أيضاً رائداً لأغاني الأسرة «ست الحبايب » و«الأخ» لفايزة أحمد
- كما ابتكر حسين السيد طريقة أن يكون الديالوج الغنائي من نسيج سيناريو الفيلم بدلاً من الحوار مثل 'حكيم عيون' و'حا اقولك ايه' بين عبد الوهاب وراقية إبراهيم وابتكر أغاني 'عاشق الروح، 'ساكن قصادي'، 'عايز جواباتك'، 'فاتت جنبنا'
- وفي مجال الأغنية الدينية كتب أغنية 'إله الكون للسنباطي' ومزج بين الديني والوطني كما في أغنية 'الصبر والايمان' لعبد الوهاب
- إلي جانب أناشيد وطنية رائعة مثل 'دقت ساعة العمل الثوري' و 'المارد العربي' و 'صوت الجماهير' و 'الجيل الصاعد'.
- كتب أوبريت 'مصر بلدنا' لفايزة أحمد
- قدم أجمل استعراض في السينما 'اللي يقدر علي قلبي'
- وقد مارس حسين السيد هوايته في التمثيل في فيلم 'رسالة من امرأة مجهولة' لفريد الأطرش ولبني عبد العزيز ومن إخراج صلاح أبو سيف كما مثل مع شويكار المقطوعة الشعرية 'إنتي مسافرة'

## تكريمه
و قد سجلت شركة صوت القاهرة أشعاره مع الفنانة مديحة حمدي والإعلامية الكبيرة نجوى أبو النجا
- وحصل حسين السيد على وسام العلوم والفنون في عيد العلم في عهد الرئيس جمال عبد الناصر
- كرّمه الرئيس السادات في عيد الفن.

## وفاته
توفي يوم الأحد الموافق 27 فبراير عام 1983.

## أشهر أغانيهلعبد الحليم حافظ
| - بيع قلبك - توبة - كان فيه زمان - يا قلبي يا خالي - ظلموه | - شغلوني - قل لي حاجة - عقبالك يوم ميلادك - حاجة غريبة | - جبّار - فاتت جنبنا - عشانك يا قمر - أهواك (أغنية) |

## أشهر أغانيهلمحمد عبد الوهاب
| - إجري إجري - إجري يا نيل - ساعة ما بشوفك - ماقدرش أنساك - إسمح وقل لي - ايه جرى يا قلبي - ياللي نويت تشغلني - هلّيت يا ربيع - ان الأوان | - يا مسافر وحدك - حياتي إنت - حكيم عيون - أحبه مهما أشوف منه - الحبيب المجهول - بلاش تبوسني في عينيّ - شبكوني - إنت إنت | - اليوم فتّحت عينيا - تراعيني قيراط - الكاس بين إيدي - قلبي بيقول لي كلام - كان أجمل يوم - كل أخ عربي - أكبر حب - علشان الشوك | - قل لي عمل لك ايه - بافكّر في اللي ناسيني - خي - فين طريقك - ساعة الجد - ناصر - عاش الجيل الصاعد - دقت ساعة العمل | - صوت الجماهير - لأ مش أنا - إفتكرني - عاشق الروح - ست الحبايب - يا حبايب بالسلامة - قلولى هان الود عليه - امتى بس تعود. |

## أشهر أغانيهلفريد الأطرش
- إرحمني وطمنّي
- قالت لي بكرة
- يا بو ضحكة جنان
- يا ويلي من حبه
- المارد العربي

## أشهر أغانيهلفايزة أحمد
- لا يا روح قلبي أنا
- وقدرت تهجر
- خاف الله
- جيّاللك
- ست الحبايب
- حمّال الأسية
- يا غالي عليّ

## أشهر أغانيهلليلى مراد
- إتمختري يا خيل
- أبجد هوز
- الحب جميل
- سألت عليه
- يا حبيب الروح فين أيامك
- يا سارقني برموش العين
- كلمني يا قمر
- دوس عالدنيا
- على مهلك - وحدة وحدة
- أمانة تنسى يوم
- إللي يقدر على قلبي
- عيني بترف
- مليش أمل في الدنيا دي

## أشهر أغانيهلنجاة الصغيرة
- يا مسافر وحدك
- شكل ثاني
- ع اليادي اليادي
- أما غريبة
- يا ليل أنا حبيت - مرسال الهوى
- ساكن قصادي وبحبه
- القريب منك بعيد
- ما اقدرش أنساك - ساعة ما أشوفك

## أشهر أغانيهلصباح
- سلموا لي على مصر
- أمورتي الحلوة
- سماح يا ماما
- أحبك ياني
- حبيبة أمّها
- أكلك منين يا بطّة

## أشهر أغانيهلوديع الصافي
- على رمش عيونها
- دار يا دار
- بعد الفن ما فيش

## أشهر أغانيهلوردة الجزائرية
- ح اقول لك حاجة
- في يوم وليلة
- لازم نفترق
- بعمري كله حبيتك

## أشهر أغانيهلسيد مكاوي
- خلى شويه عليك

## فيلموجرافيا
الديكور
- الرؤيا (1985) تحتاج إلى مصدر

تمثيل
- واحد في المليون (1971)
- السيرك (1968)
- آخر شقاوة (1964)
- رسالة من امرأة مجهولة (1962)

تأليف
- عندما نحب (1967)

موسيقى
- الراهبة (1965)
- حبيب الروح (1951)
- العيش والملح (1949)
- غزل البنات (1949)
- عنبر (1948)
- ليالى الأنس (1947)
- ليلى بنت الأغنياء (1946)
- نجف (1946)
- ليلى بنت الفقراء (1945)
- يوم سعيد (1940)

إخراج
- العيش والملح (1949)

## وصلات خارجية
- https://m.youtube.com/watch?v=jqCDfRZjK14